# Bion le Tarsique
Pour les articles homonymes, voir Bion.
Bion le Tarsique est un poète tragique. Il paraît avoir été le contemporain de Strabon, c'est-à-dire avoir vécu au Ier siècle av. J.-C. Diogène Laërce le range dans la classe des poètes appelés « tarsiques », ce qui fait supposer à Isaac Casaubon que Bion devait être un improvisateur, parce que les Tarsiens avaient le talent d'improviser sur tous les sujets qu'on leur proposait.